# جيم وود
جيم وود (19 مايو 1914 - 12 مارس 1989)  (بالإنجليزية: Jim Wood)‏ هو لاعب كريكت بريطاني (وحمل سابقاً جنسية المملكة المتحدة لبريطانيا العظمى وأيرلندا).